# Кочубеївське
Кочубеївське — село  в Ставропольському краї Росії. Адміністративний центр Кочубеївського муніципального округу.

## Географія
Село розташоване на лівому березі річки Кубань, в 45 км на південь від Ставрополя, в 10 км на північний захід від Невинномиська, в степовій зоні. Залізнична станція Богословська на гілці Армавір-Ростовський — Невинномиська.
Село прилягає до автомобільної дороги федерального значення Р217 «Кавказ».
Площа поселення: 141,96 км 2.

## Населення
| 1959    | 1970    | 1979    | 1989    | 2002    | 2010    | 2011    |
| ------- | ------- | ------- | ------- | ------- | ------- | ------- |
| 6675    | ↗16 666 | ↗18 755 | ↗22 211 | ↗27 988 | ↘26 835 | ↘26 797 |
| 2012    | 2013    | 2014    | 2015    | 2016    | 2017    | 2018    |
| ↘26 461 | ↘26 361 | ↘26 070 | ↘25 881 | ↗25 897 | ↘25 840 | ↘25 679 |
| 2019    | 2020    |         |         |         |         |         |
| ↘25 279 | ↘25 043 |         |         |         |         |         |

Національний склад
За підсумками перепису населення 2010 року мешкали такі національності (національності менше 1%, див. у виносці до рядка «Інші»):
| Національність | Чисельність | Відсоток |
| -------------- | ----------- | -------- |
| Російські      | 22 635      | 84,35    |
| Цигани         | 677         | 2,52     |
| Вірмени        | 614         | 2,29     |
| Українці       | 406         | 1,51     |
| Інші           | 2503        | 9,33     |
| Разом          | 26 835      | 100,00   |